# Hipposideros doriae
Hipposideros doriae (Peters, 1871) è un pipistrello della famiglia degli Ipposideridi diffuso nell'Ecozona orientale.

## Descrizione

### Dimensioni
Pipistrello di piccole dimensioni, con la lunghezza dell'avambraccio tra 34 e 37 mm e un peso fino a 6 g.

### Aspetto
Le parti dorsali variano dal bruno-grigiastro scuro al marrone, mentre le parti ventrali sono più chiare. Le orecchie sono larghe, arrotondate e con la punta smussata. La foglia nasale presenta una porzione anteriore stretta e con un incavo centrale alla base, un setto nasale rigonfio, con due alette laterali che non coprono le narici, una porzione posteriore elevata, con il margine superiore semi-circolare e priva di setti longitudinali. È presente una sacca frontale in entrambi i sessi. Le membrane alari sono marroni. La coda è lunga e si estende leggermente oltre l'ampio uropatagio. 

### Ecolocazione
Emette ultrasuoni ad alto ciclo di lavoro sotto forma di impulsi a frequenza costante di 195–200 kHz.

## Biologia

### Alimentazione
Si nutre di insetti.

## Distribuzione e habitat
Questa specie è diffusa nella Penisola malese, Sumatra e Borneo.
Vive nelle foreste primarie fino a 1.500 metri di altitudine.

## Conservazione
La IUCN Red List, considerato che si tratta di una specie rara e localizzata soltanto all'interno di macchie di foresta intatta e non è noto il declino alla quale è soggetta, classifica H.doriae come specie prossima alla minaccia di estinzione (Near Threatened).